# Salvator Rosa
Salvator Rosa, o Salvatore Rosa (Napoli, 22 luglio 1615 – Roma, 15 marzo 1673), è stato un pittore, incisore e poeta italiano di epoca barocca. Attivo, oltreché nella città natìa, a Roma e Firenze, fu un personaggio eterodosso e ribelle dalla vita movimentata, con atteggiamenti preromantici.

## Biografia

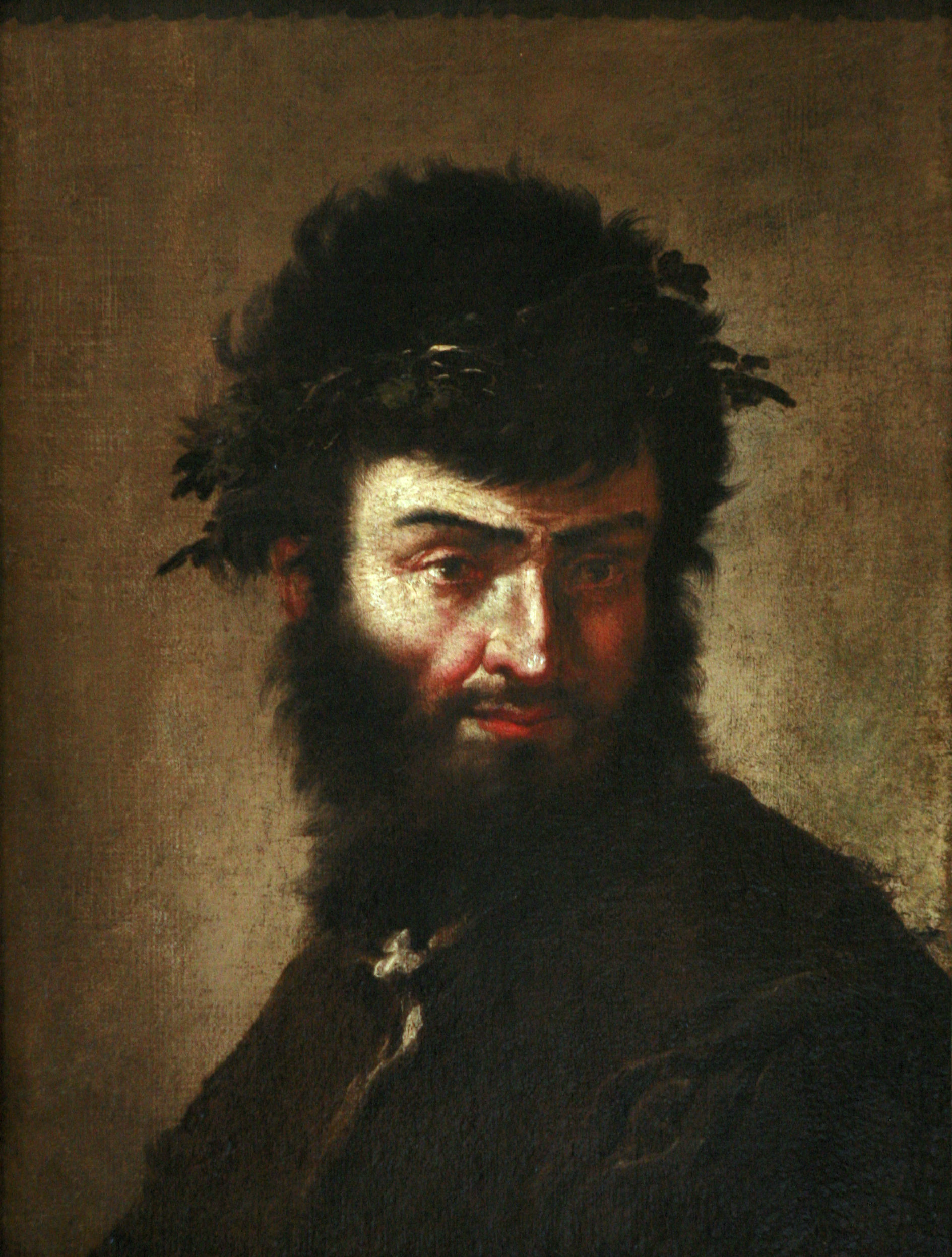
Autoritratto (circa 1645); olio su tela, museo di Belle Arti di Strasburgo

### Primi anni a Napoli
Salvator Rosa nacque all'Arenella, all'epoca un villaggio alle porte di Napoli (successivamente inglobato nella città, risultandone ad oggi la sua V Municipalità), nel 1615, figlio del geometra Vito Antonio de Rosa e della sua consorte d'origini siciliane Giulia Greco. Inizialmente venne accompagnato nel convento dei padri Somaschi, così da diventare prete o avvocato; ciò malgrado, il giovane Salvator proprio in quel periodo iniziò a manifestare le proprie inclinazioni artistiche, sicché andò a imparare i primi rudimenti della pittura dallo zio materno Paolo Greco. Dopo aver concluso l'apprendistato presso il Greco, Rosa proseguì i propri studi con Aniello Falcone e Jusepe de Ribera, dipingendo soprattutto battaglie, paesaggi e scene di genere. Durante il tirocinio con Falcone, in particolare, conobbe Domenico Gargiulo, detto Micco Spadaro, con il quale si legherà a stretta amicizia: «ho sempre creduto che l’amico sia un altro me medesimo», avrebbe poi detto.
Proprio durante l'apprendistato con il Falcone, le opere di Salvator Rosa riscossero numerosi plausi da parte di Giovanni Lanfranco, che suggerì al giovane pittore di trasferirsi a Roma. Nella capitale pontificia, il giovane Rosa si accostò alla Scuola dei bamboccianti, risentendo dell'influenza delle opere di Michelangelo Cerquozzi e Pieter van Laer (quest'influsso si palesa in diverse opere del periodo, come Paesaggio con banditi); in seguito tuttavia il pittore rinnegherà il genere, condannandolo in una sprezzante satira.
Tornato poi a Napoli, si dedicò all'esecuzione di paesaggi con scene che anticiparono per certi versi alcuni temi romantici come le pittoresche scene di eventi spesso turbolenti, che diede in vendita per somme irrisorie restando anche per lungo tempo nell'ombra sulla scena artistica cittadina che era dominata a quel tempo dal trio composto da Ribera, Battistello Caracciolo e Belisario Corenzio.

### A Roma
Nel 1638 Salvator Rosa si stabilì definitivamente a Roma, protetto dell'influente cardinale Francesco Maria Brancaccio, conoscente dei Barberini e appassionato di arte e teatro. Il Brancaccio, nominato vescovo di Viterbo, lo condusse a dipingere nella città laziale L'incredulità di Tommaso per l'altare della chiesa di San Tommaso (oggi a palazzo dei Priori), il suo primo lavoro d'argomento sacro. Nell'Urbe, ambiente grandioso e spietato al tempo stesso, Rosa poté conoscere altri quadri di Ribera e Caravaggio; a questi anni, inoltre, si fa risalire un mutamento del suo stile verso una visione più classica e monumentale, grazie all'influsso di Claude Lorrain, Nicolas Poussin e Pietro Testa. Durante un soggiorno a Viterbo a seguito del cardinale conobbe anche il letterato Antonio Abati, che contribuì a influenzare i suoi scritti. 

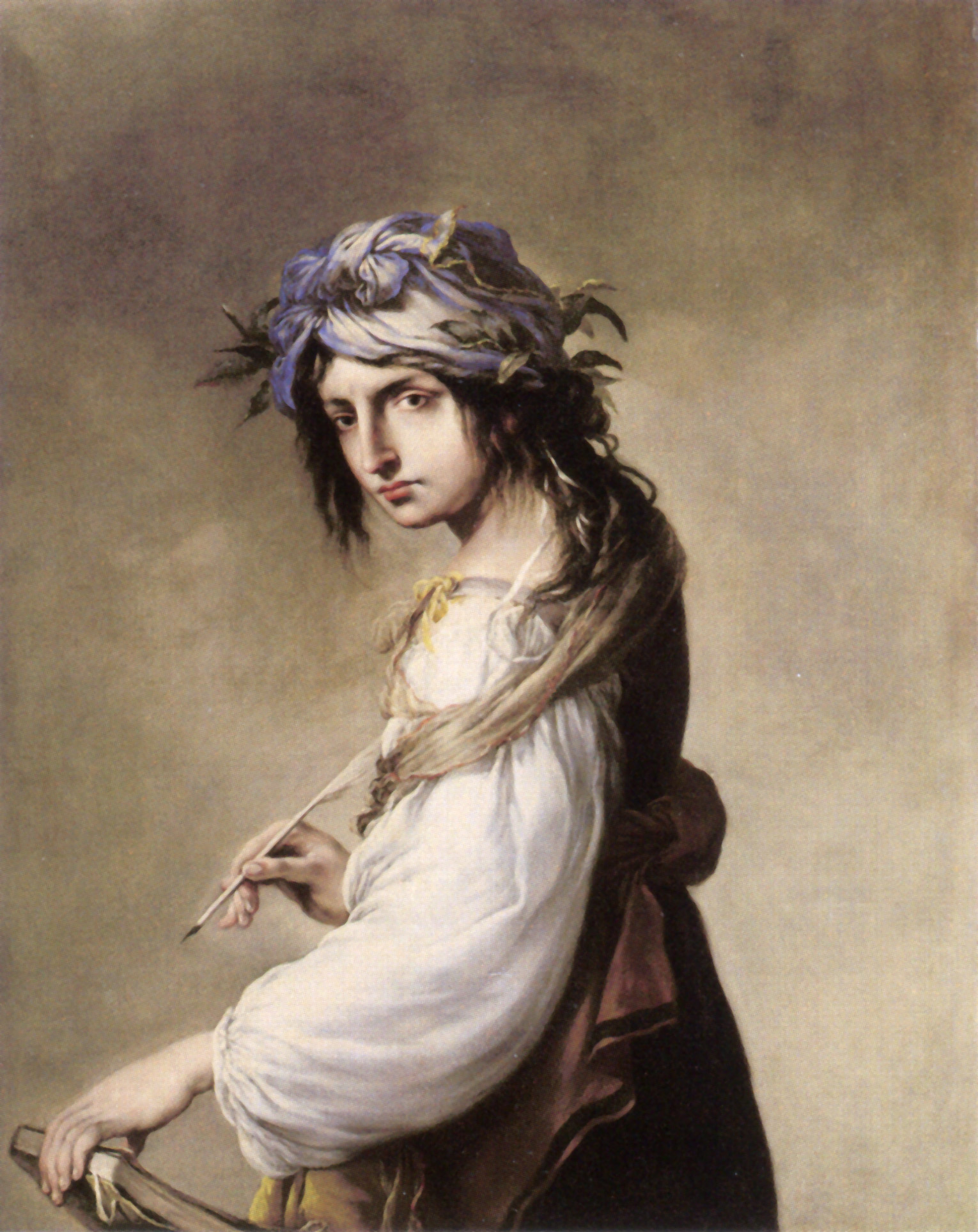
Lucrezia come poetessa (1640-1641); olio su tela, 116.205 × 94.615 cm, Wadsworth Atheneum

Al di là della bravura con i pennelli, Rosa coltivò una vasta gamma di interessi, che comprendeva anche la scrittura e il teatro. Durante la sua carriera da attore, in particolare, molto spesso si cimentò in satire, con le quali colpì con lo scherno l'establishment culturale dominato dalla figura di Gian Lorenzo Bernini. Proprio a causa dei dissapori sorti con il maggior protagonista barocco di Roma durante il carnevale del 1639, e anche spinto dalla mancata adesione all'Accademia di San Luca, Salvator Rosa nel 1640 decise di trasferirsi a Firenze.

### A Firenze
A Firenze Salvator Rosa fu ospitato da Giovan Carlo de' Medici, uomo versato nel teatro (fece costruire il teatro alla Pergola, inaugurato nel 1657) e protettore delle Accademie degli Instancabili, degli Improvvisi e dei Percossi. Quest'ultima accademia, in particolare, fu fondata proprio da Rosa, che in questo modo voleva ravvivare l'antica usanza delle Compagnie fiorentine, organizzando cene in cui recitare satire e commedie all'improvvisa.
Grazie all'Accademia dei Percossi, Rosa ebbe modo di stringere amicizia e frequentare personaggi legati al mondo letterario fiorentino; fra questi si segnalano il commediografo Giovan Battista Ricciardi, e il ricco borghese Carlo Gerini, che possedeva diverse sue opere (Fortuna, Selva dei Filosofi, Cratete che si disfa del suo denaro disperdendolo in mare, Battaglia con il turco, Tizio). Scrisse inoltre le Satire in terzine, in cui si mostrò favorevole ad una pittura di ispirazione letteraria e filosofica, e conobbe Lucrezia, la donna che starà al suo fianco per tutta la vita. Degni di nota, infine, i dipinti dal tono esoterico e magico (i cosiddetti Incantesimi o Magherie), in cui Rosa fuse gli influssi esercitati dalla fanciullezza a Napoli, dove era assai radicato il gusto per il macabro e il magico, e dal diffuso collezionismo di soggetti magico-stregoneschi tra i nobili medicei.

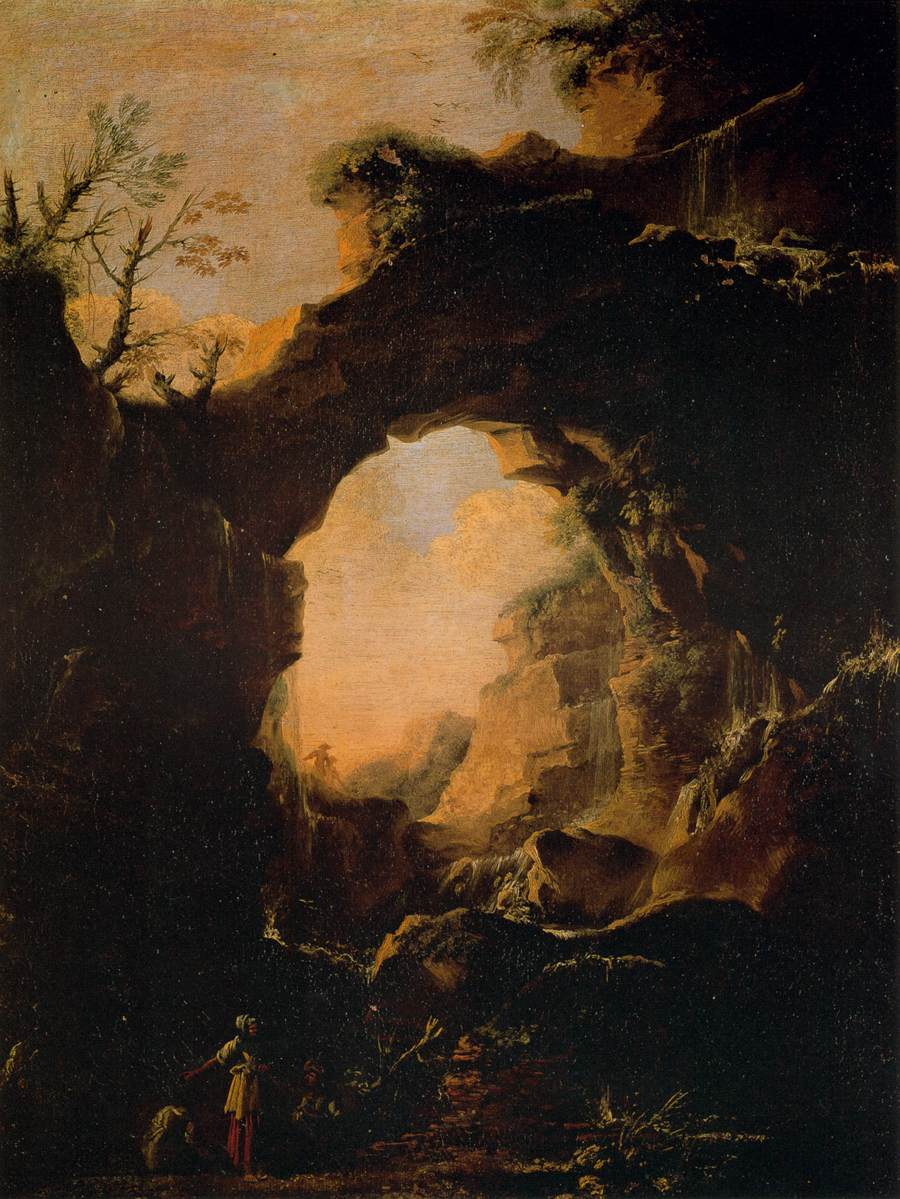
Grotta con cascate (1639-1640); olio su tela, palazzo Pitti

### Ultimi anni
Nel 1650 Rosa fece nuovamente ritorno a Roma, dove memore dell'esperienza fiorentina decise di rimanere libero dai vincoli di dipendenza cortigiani, arrivando addirittura a rifiutare gli inviti rivoltogli dall'imperatore d'Austria, da Cristina di Svezia e dal re di Francia. In questo modo, fu costretto a dedicarsi alla realizzazione e alla vendita di dipinti raffiguranti battaglie e paesaggi, tematiche che - seppur pesantemente disprezzate dall'artista - erano richiestissime: «la repugnanza che io ho in si dato genere di pittura, attesoché questo è il mio luogo topico da superar quanti pittori che mi vogliono dar di naso…».
Nella città capitolina Rosa espose annualmente alle mostre di San Giovanni Decollato e al Pantheon, mostrandosi consapevole delle potenzialità di un rapporto diretto con il pubblico. Fermo nelle intenzioni di sottrarsi da qualsiasi vincolo che potesse condizionare la propria arte, non accettò né richieste, né commissioni, né caparre, decidendo autonomamente i soggetti e il prezzo: nei quadri senza mercato fu aiutato dal banchiere Carlo de Rossi, mentre per le opere di maggiore consumo Rosa si cimentò nelle incisioni, che avevano più largo seguito.
Salvator Rosa morì infine a Roma il 15 marzo 1673; venne sepolto nella basilica di Santa Maria degli Angeli e dei Martiri, nel sepolcro costruitogli dal figlio Augusto. La tomba di Salvator Rosa si presta a diverse interpretazioni, la cui più originale sembra connettere il senso della sua opera poetica e pittorica, con riflessi nella cultura europea del tempo. A partire dal motto latino 'nascosto' inciso nel volume da cui il busto tombale di Rosa pare declamare, è possibile leggere l'intero significato della tomba ed elevare Rosa a vero e proprio idolo della libertà di pensiero nell'Europa del Seicento. Risonanza della memoria rosiana è anche nella chiesa romana di Santa Maria in Montesanto, dove il banchiere Carlo de' Rossi, amico e mecenate dell'artista, realizzò l'ambizione alla vestizione 'sacra' di Rosa, esponendo finalmente diverse sue tele nella propria cappella privata. Benché queste non siano più in loco, è ancora possibile ricostruire l'intero progetto espositivo.
Riguardo alla sua vita gli venne dedicato il lungometraggio Un'avventura di Salvator Rosa di Alessandro Blasetti (1939).

## Fortuna critica

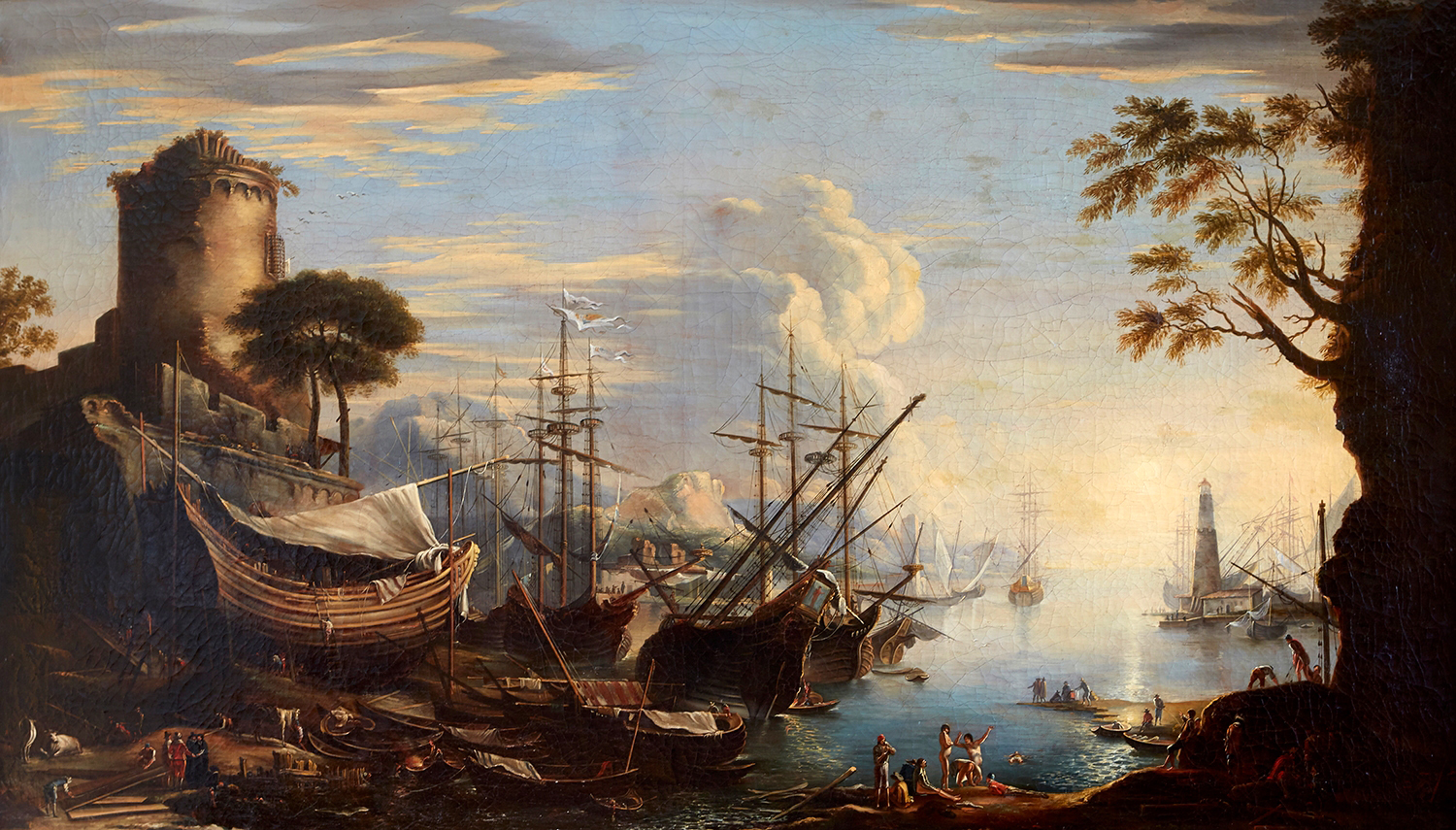
Marina del porto (1641)

Inizialmente ignorato o addirittura disprezzato, a causa della sua avversione al barocco berniniano e alla pittura realista napoletana, Salvator Rosa ritrovò il favore dei critici e del pubblico nella stagione neoclassica, soprattutto grazie al giudizio dell'architetto paesaggista William Kent, secondo cui i giardini inglesi dovevano essere irregolari, burrascosi, «degni della matita di Salvator Rosa» (fit for the pencil of Salvator Rosa).
Ma fu soprattutto a partire dalla ricezione delle prime istanze romantiche che Salvator Rosa iniziò ad essere apprezzato e amato, divenendo modello degli artisti di quel periodo; le opere di Rosa, infatti, rendono magistralmente la tensione tra il creato e l'elemento umano, del quale viene evidenziata la piccolezza materiale e l'impotenza nei confronti della natura. La corrente romantica, in sostanza, portò l'arte di Salvator Rosa ad essere apprezzata in ogni parte dell'Europa che, fino ad allora, l'aveva guardato con diffidenza; tra gli ammiratori sette-ottocenteschi di Rosa, in particolare, vi furono Horace Walpole (che lo paragonava a Giovan Battista Piranesi), Joshua Reynolds e Claude Joseph Vernet, il cui stile presenta forti debiti nei confronti del pittore napoletano.

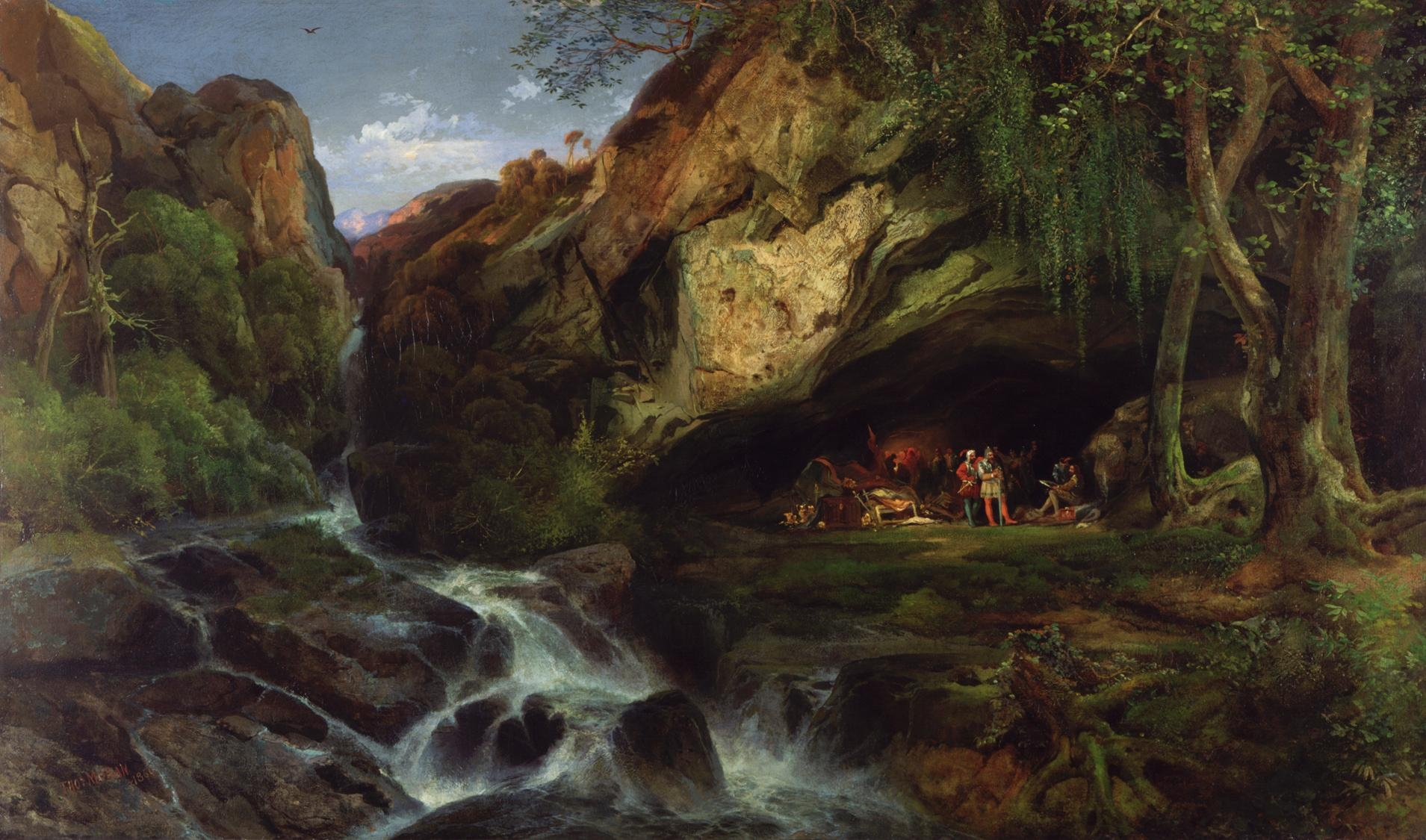
Thomas Moran, Salvator Rosa Sketching the Banditti (1860); olio su tela, 101,6 × 169,9 cm, Chrysler Museum of Art

Al di là del suo magistero artistico, Rosa fu apprezzato anche sotto il profilo biografico e sentimentale, in quanto pittore dall'animo ribelle e anticonvenzionale, e in anticipo sui tempi. Accanto al «mito colto» di Salvator Rosa, sulla sua figura fiorirono numerosissime leggende e racconti stravaganti, che ne contribuirono a conservarne - distorto, ma saldo - il ricordo. Tra le fantasiose storie sorte in questo periodo, ve ne furono alcune che volevano il Rosa partecipare alla rivolta di Masaniello, o essere imprigionato in Calabria insieme ad alcuni banditi (come in Grotto by the Seaside in the Kingdom of Naples with Banditti di Joseph Wright of Derby e in Salvator Rosa Sketching the Banditti di Thomas Moran). Successivamente, la mistica del Rosa si diffuse anche attraverso la letteratura, a partire dalla biografia di Lady Morgan che ritrasse il pittore come un eroe patriottico e battagliero, eccitando una visione che verrà ripresa anche da altri scrittori, quali Alexandre Dumas, Théophile Gautier e Giosuè Carducci, autore nel 1860 della prefazione delle Satire.
Il primo a discostarsi dalla visione completamente romanzesca e inattendibile della biografia di Rosa fu Luigi Salerno, che - dopo un attento studio del suo carteggio - pubblicò uno scritto sull'artista nel 1963. Salerno definì Rosa «pittore del dissenso», in quanto ostile al mecenatismo vincolante che condizionava diversi artisti dell'epoca, quali lo stesso Bernini; in questo modo, pur ribadendo l'atteggiamento ribelle e «preromantico» del Rosa, si dimostrò finalmente la falsità delle leggende diffusasi durante l'epoca romantica.
Ha legato il suo nome anche ad un tipo di cornice, detta Salvator Rosa, realizzata in legno dolce dorato ad oro zecchino e dall'impianto semplice e lineare.

## L'uomoSalvator Rosa
Il biografo Giovanni Battista Passeri ci offre un ritratto fisiognomico assai dettagliato di Salvator Rosa:

## Opere
- Grotta con cascate, 1639-1640
- Il ponte rotto, 1640
- Lucrezia come poetessa, 1640-1641
- Marina del faro, 1641
- Marina del porto, 1641
- Battaglia fra turchi e cristiani, 1642
- Selva dei filosofi, circa 1642-1644
- Marina con fortificazioni e arco naturale, 1640-1648 circa
- Paesaggio con arco naturale e cascata, 1640-1648 circa
- Autoritratto, 1645
- Tentazioni di sant'Antonio Abate, circa 1645
- Tre figure in un paesaggio, 1645-1648 circa
- Paesaggio con ponte rotto, circa 1645-1648
- Marina delle torri, circa 1645-1648
- Paesaggio con soldati in riva a un fiume, circa 1645-1648
- Allegoria della Menzogna, circa 1645-1648
- Allegoria dell'Umana Fragilità, 1655-1656
- La Fortuna, 1658-1659
- Il sogno di Giacobbe, anni '70 del XVII secolo, olio su tela, 97,5 × 135,5 cm, Collezione privata
- Battaglia,[5] Venere ed Enea,[6] Paesaggio,[7] dipinti documentati nella raccolta di Antonio Lucchesi-Palli della galleria di Palazzo Campofranco di Palermo.

## LeSatire
Salvator Rosa è considerato uno dei maggiori rappresentanti del genere satirico nel Seicento. Nelle sue Satire Rosa polemizza contro i poeti troppo distaccati dalla realtà di sofferenza «di tanti orfani, vedove e mendichi»; contro la follia della guerra («No che maggior pazzia / fra noi non v'è, / per gl'interessi altrui, l'altrui chimere / gire a morir senza saper perché!»); contro la corruzione dei musicisti del Seicento e della musica in generale, causa di vizi infiniti nella società del tempo («Sol di becchi e castrati Italia abbonda, / e i cornuti e i cantor vanno a centurie; / turba di saltimbanchi vagabonda, / fatta vituperosa in su le scene, / d'ogni lascivia e disonor feconda»). In Salvator Rosa c'è una attenzione al reale, ai segni della storia (basti per tutti l'esempio del noto passo della satira La guerra in cui rievoca l'insurrezione popolare di Masaniello).